# Filip Nivette
Filip Nivette (ur. 8 lutego 1982 w Warszawie) – polski kierowca rajdowy, rajdowy mistrz Polski, który w sezonie 2017 zapewnił sobie tytuł już w przedostatniej rundzie. Syn Michała i Barbary.